# Niccolò Fattore
Niccolò Fattore, in spagnolo Nicolás Factor (Valencia, 29 giugno 1520 – Valencia, 23 dicembre 1583), è stato un pittore spagnolo, frate minore osservante francescano. Fu beatificato da papa Pio VI il 18 agosto 1786.

## Biografia
Entrò nell'ordine francescano a Valencia: fu ordinato sacerdote e chiese di essere inviato in terra di missione, ma i superiori decisero di impiegarlo nell'opera di conversione dei musulmani di Spagna.
Fu autore di dipinti a soggetto sacro. Nello stile, subì l'influenza del manierista Juan Vincente Macip.
Ricoprì varie cariche all'interno dell'ordine (maestro dei novizi, padre guardiano, definitore, confessore delle clarisse di Madrid e Valencia).